# Steve McClaren
Stephen "Steve" McClaren (nacido el 3 de mayo de 1961 en Fulford, York, Inglaterra) es un exfutbolista y entrenador inglés. Fue el seleccionador de Inglaterra y ganó la Eredivisie con el FC Twente. Actualmente dirige a la selección de Jamaica.

## Biografía

### Como jugador
Comenzó sus estudios escolares en York, en la escuela de Gunthorpe (actualmente Milnthorpe), centro que animaba a sus alumnos a la práctica de los deportes. McClaren, que todos los días debía cubrir en bicicleta más de diez kilómetros para acudir a la escuela, jugó al squash, al rugby y al tenis. Sin embargo, donde más destacó fue como futbolista. Como jugador de fútbol, McClaren fue un mediocampista que jugó la mayor parte de su carrera en las ligas inferiores del fútbol inglés.
Su primer equipo fue el Hull City, en el que comenzó a jugar a los diecisiete años. Después del Hull City, jugó en el Derby County, Lincoln City, Bristol City y Oxford United, hasta su retirada en 1990 debido a una lesión.

### Como entrenador
Poco después de colgar las botas, comenzó su carrera como técnico ocupando el puesto de segundo entrenador en el Oxford United. En 1995 se convirtió en asistente del Derby County. Tres años después aceptaría el cargo de ayudante de Alex Ferguson en el Manchester United.

#### Middlesbrough
En el verano de 2001, asumió el cargo de primer entrenador del Middlesbrough Football Club. En su primera temporada con el equipo, llegó a la semifinal de la FA Cup, perdiendo ante el Arsenal. En el año 2004 consiguió su primer triunfo importante al ganar la Football League Cup en el estadio de Cardiff ante el Bolton Wanderers. En la temporada 2004-2005 llevó a su equipo hasta el séptimo puesto de la Premiership (mejor clasificación conseguida hasta entonces), lo que le dio opción para jugar la Copa de la UEFA. En la temporada 2005-2006, el equipo alcanzó las semifinales de la FA Cup y llegó a la final de la Copa de la UEFA, perdiendo 4 - 0 ante el Sevilla FC.

#### Selección de Inglaterra
Entre noviembre de 2000 y julio de 2006, ocupó la posición de ayudante de Peter Taylor y Sven-Göran Eriksson en el equipo nacional de Inglaterra.
En enero de 2006, Eriksson anunció que dejaría su puesto al finalizar el Mundial de Alemania. McClaren apareció como posible sustituto, pero el mejor colocado era Luiz Felipe Scolari. Sin embargo, éste no aceptó el cargo por la intrusión de los medios. Finalmente, McClaren fue elegido nuevo entrenador de los  three lions el 4 de mayo de 2006, asumiendo el control el 1 de agosto con un contrato de cuatro años.
McClaren causó cierto revuelo cuando el 11 de agosto dejó al anterior capitán David Beckham fuera de la convocatoria de la selección.
Su primer partido como entrenador de Inglaterra comenzó con buen pie, derrotó en un partido amistoso a la Selección de Grecia por 4-0.
El 22 de noviembre de 2007, debido a la no clasificación de la selección inglesa para la Eurocopa 2008, la Football Association le destituyó del cargo, convirtiéndole en el seleccionador que menos tiempo ha pasado entrenando a Inglaterra (menos de 16 meses) y el que menos partidos ha dirigido (18), por aquel entonces.

#### FC Twente
En junio de 2008, llegó al FC Twente, con el que logró el subcampeonato en la temporada 2008-2009 y el título de la Eredivisie en la temporada 2009-2010, convirtiéndose así en el primer técnico que logra un título de liga con el Twente.

#### VfL Wolfsburgo y Nottingham Forest
Posteriormente tuvo dos efímeras experiencias en el VfL Wolfsburgo (siendo despedido tras 21 jornadas, con el equipo en 13er puesto) y el Nottingham Forest (dimitiendo a los pocos meses).

#### Regresto al FC Twente
Regresó al FC Twente un año después, pero decidió dejar el club holandés a principios de 2013, después de no haber podido reeditar los éxitos de su primera etapa en la entidad.

#### Derby County
Tras unos meses como adjunto de Harry Redknapp en el Queens Park Rangers, en septiembre de 2013, fue nombrado nuevo entrenador del Derby County. El equipo inglés fue cuarto en la Football League Championship y se clasificó así para el "play-off" de ascenso a la Premier League, pero perdió la final contra el Queens Park Rangers por un gol en el último minuto. En la Football League Championship 2014-15 terminó octavo, quedando fuera de la promoción de ascenso por un solo punto tras ir claramente de más a menos, por lo que abandonó el club.

#### Newcastle United
El 10 de junio de 2015, firmó un contrato de tres años como nuevo técnico del Newcastle United. Comenzó su etapa en St James' Park con problemas, ya que el equipo sólo sumó 2 puntos en las 5 primeras jornadas de la Premier League 2015-16, situándose en puestos de descenso. Aunque luego mejoraron los resultados, otra mala racha arrastró al Newcastle a la zona de descenso al término de la primera vuelta del torneo. Finalmente, McClaren fue destituido el 11 de marzo de 2016, dejando a las urracas en 19.º puesto tras 29 partidos de la Premier League.

#### Derby County
El 12 de octubre de 2016, volvió al Derby County, con el objetivo de dar estabilidad al equipo y tratar de volver a pelear por el ascenso. Sin embargo, el 12 de marzo de 2017, tras encajar una derrota por 3-0 ante el Brighton y ganar un solo partido de los últimos 9, fue cesado en sus funciones, dejando al conjunto de Derbyshire como 10.º clasificado de la Football League Championship 2016-17.

#### Maccabi Tel Aviv
El 21 de agosto de 2017, fue anunciado como nuevo consejero del Maccabi Tel Aviv Football Club, labor que desempeñó durante 4 meses.

#### Queens Park Rangers
El 18 de mayo de 2018, se confirmó su contratación por parte del Queens Park Rangers. Fue despedido antes de terminar la temporada, el 1 de abril de 2019, a causa de una mala racha de resultados que llevó al equipo londinense a las últimas posiciones de la clasificación del Championship.

#### Derby County
En 2020 regresó al Derby County, esta vez como director técnico. Renunció a este cargo el 28 de septiembre de 2021 después de que Derby ingresara a la administración, pero permaneció en el club como asesor principal a tiempo parcial.

#### Manchester United
El 23 de mayo de 2022, se confirmó que McClaren regresaría al Manchester United para unirse al entrenador del primer equipo, Erik ten Hag, como parte de su cuerpo técnico en la trastienda.

#### Selección de Jamaica
El 31 de julio de 2024, fue anunciado como entrenador de la selección de Jamaica y firmó un contrato por dos años.

## Trayectoria

### Como jugador
| Club          | País       | Año             | Partidos | Goles |
| ------------- | ---------- | --------------- | -------- | ----- |
| Hull City     | Inglaterra | 1979-1985       | 178      | 16    |
| Derby County  | Inglaterra | 1985-1986, 1988 | 25       | 0     |
| Lincoln City  | Inglaterra | 1987            | 8        | 0     |
| Bristol City  | Inglaterra | 1988-1989       | 61       | 2     |
| Oxford United | Inglaterra | 1989-1992       | 33       | 0     |

### Como entrenador
| Club                    | País         | Año           | P   | PG | PE | PP | Efectividad |
| ----------------------- | ------------ | ------------- | --- | -- | -- | -- | ----------- |
| Middlesbrough FC        | Inglaterra   | 2001-2006     | 226 | 82 | 55 | 89 | 44.4%       |
| Selección de Inglaterra | Inglaterra   | 2006-2007     | 12  | 7  | 2  | 3  | 63.89%      |
| FC Twente               | Países Bajos | 2008-2010     | 101 | 64 | 19 | 18 | 69.64%      |
| VfL Wolfsburgo          | Alemania     | 2010-2011     | 24  | 7  | 8  | 9  | 40.28%      |
| Nottingham Forest       | Inglaterra   | 2011          | 13  | 4  | 2  | 7  | 42.42%      |
| FC Twente               | Países Bajos | 2012-2013     | 63  | 30 | 17 | 16 | 56.61%      |
| Derby County            | Inglaterra   | 2013-2015     | 94  | 51 | 21 | 22 | 61.7%       |
| Newcastle United        | Inglaterra   | 2015-2016     | 32  | 7  | 7  | 18 | 29.17%      |
| Derby County            | Inglaterra   | 2016-2017     | 29  | 13 | 7  | 9  | 52.87%      |
| Queens Park Rangers     | Inglaterra   | 2018-2019     | 46  | 16 | 9  | 21 | 41.3%       |
| Selección de Jamaica    | Jamaica      | 2024-presente | 4   | 2  | 2  | 0  | 50.00%      |

## Palmarés
| Como jugador - 1986–87: Football League One con el Derby County. | Como entrenador - 2003–04: Football League Cup con el Middlesbrough FC. - 2009–10: Eredivisie con el FC Twente. |